# Neodlučivost
U teoriji rekurzije u matematičkoj logici, problem odluke je zvan (rekurzivno) neodlučivim ako ne postoji algoritam koji ga može odlučiti, poput onoga za problem zaustavljanja Alana Turinga, t.j. problem čiji jezik nije rekurzivan skup. Neformalnije, takve probleme općenito ne može riješiti računalo (vidi neodlučivost). Ovo je popis neodlučivih problema. Valja uočiti da postoji neprebrojivo mnogo neodlučivih problema, tako da ovaj popis nije nužno potpun. Iako neodlučivi jezici nisu rekurzivni, mogu biti podskup turing prepoznatljivih jezika.

## Problemi povezani sapstraktnim strojevima
- Problem zaustavljanja
- Riceov teorem kaže da su sva netrivijalna svojstva računalnih programa neodlučiva.
- Određivanje generira li kontekstno neovisna gramatika sve moguće stringove, ili je li nejednoznačna
- Za dane dvije kontekstno neovisne gramatike, određivanje generiraju li isti skup stringova, ili generira li jedna podskup stringova koje generira druga, ili postoji li uopće zajednički string koji generiraju.

## Drugi problemi
- Postov problem korespondencije
- problem riječi za grupe
- problem riječi za određene formalne jezike
- Wangovo popločenje
- Kolmogorovljeva složenost
- Penroseovo popločenje
- Određivanje rješivosti diofantske jednadžbe, poznato kao Hilbertov deseti problem
- Određivanje homeomorfnosti dvaju konačnih simplicijalnih kompleksa
- Određivanje je li fundamentalna grupa konačnog simplicijalnog kompleksa trivijalna